# 米歇爾光鰓魚
米歇爾光鰓魚（學名：Chromis mamatapara），又稱米歇爾光鰓雀鯛，是輻鰭魚綱鱸形目雀鯛科光鰓魚屬的其中一種，分布於東南太平洋復活節島和薩拉斯戈麥斯島海域，深度90至230公尺，體長可達11.5公分，棲息在礁石區，以浮游生物為食，繁殖期時成對出現，雄魚會守護卵直到孵化，生活習性不明。